# Ljudmila Iwanowna Schewzowa
Ljudmila Iwanowna Schewzowa (russisch Людмила Ивановна Шевцова, verheiratete Лысенко/Lyssenko; * 26. November 1934 in Taman) ist eine ukrainische Leichtathletin und Olympiasiegerin, die für die Sowjetunion startete.
Bei den XVII. Olympischen Spielen 1960 in Rom gewann Schewzowa die Goldmedaille im 800-Meter-Lauf vor der Australierin Brenda Jones (Silber) und der Deutschen Ursula Donath (Bronze).